# Megalopta furunculosa
Megalopta furunculosa är en biart som beskrevs av Hinojosa-díaz och Engel 2003. Megalopta furunculosa ingår i släktet Megalopta och familjen vägbin. Inga underarter finns listade i Catalogue of Life.